# どうぶつの国
『どうぶつの国』（どうぶつのくに）は、雷句誠による日本の漫画作品。『別冊少年マガジン』（講談社）2009年10月号（創刊号）から2013年12月号まで連載された。
2013年、講談社漫画賞児童部門受賞。
連載開始と『別マガ』創刊の宣伝を兼ねて、創刊日と同日に発売された『週刊少年マガジン』2009年41号に「エピソード0」が掲載されたほか、『週マガ』2010年16号と同年38号にも出張読み切りとして番外編・特別編が掲載されている。なお「エピソード0」は単行本1巻（初版）や別マガの作者コメントでは単行本2巻に掲載と発表されたが、展開の都合で3巻に掲載となり単行本2巻の書き下ろしページにお詫びが掲載された。また『別マガ』2010年3月号には創刊半年記念として多数の漫画家が「どうぶつの国」を題材に描いた「どうぶつ4コマ」が掲載され、現在は『別マガ』公式サイトにて無料配信中である。
本作の第6巻には『[特別収録] 金色のガッシュ!! 外伝 友』が収録されている。

## あらすじ
動物たちが暮らす弱肉強食の星「どうぶつの国」に現れた人間の赤ん坊タロウザ。1、2巻では母親としてタロウザを育てるモノコ達の暮らしや、生きていくための戦いが描かれ、3巻以降は7年後の世界に移り、タロウザは草食動物と肉食動物とが仲良く暮らす方法を模索する。そして8巻の初めで3年経過し、悲劇を経てさらに5年が過ぎていくと青年編が始まり、タロウザ達が最後の決戦に挑む。

## 登場キャラクター

### ヒト
他の動物より知能が良く、どんな鳴き声の動物とでも会話することができるという不思議な力を持っており、その力が他の動物に影響を与え、「どうぶつの国」を変えていく。尚、この国にヒトは5匹存在（クジラのエクトールは「もう5匹しかいない」と発言しており、昔ヒトが造り、住んでいた施設が発見されており、昔はもっと存在したという描写がある）。
タロウザ / 桃乃家 太郎座（もものや たろうざ）
本作の主人公。どうぶつの国に現れたヒトの赤ん坊の男の子。人間の世界で母親に捨てられた赤ん坊であったが何故かどうぶつの国に流れ着きモノコに発見された。最初は母親に捨てられた心の傷によって生きる意思を失っていたがモノコや他のタヌキ達の頑張りによって生きる意思を取り戻しモノコに育てられることとなる。
全ての動物と話せるが故、肉食動物に食べられる草食動物の悲鳴が聞こえてしまい、昼間はクロカギ等を連れて助けに出るが、夜は危ないため縄張りの外へは出られず、眠れない夜を過ごすこととなる。そのため、「肉食動物でも食べられる草や実」を探し続けている。
優しい心と強い正義感の持ち主で草食動物はもちろん肉食動物をも救おうとする人格者である。
星型の笛をぶら下げており、草食動物に合図をしたり、嫌な音を出して敵の動きを止めたりする。
人間の子供であるために身体は弱く、自分で食べ物を採る力もない。しかし落ちていた果実の種から「ハタケ」を考案。その後も「チーズ」「酒」「ハシ」「祭り」等といった新しいものを作り出している。さらに、ゴリラたちがギラーのキメラ達に襲われたときに「周りの動物全ての意識をつなげて操る」能力に目覚める。だがこの能力は動物全ての目からの情報を把握するばかりでなく、動物たちの痛みも彼一人に伝わるため、脳にも体にも大きな負担を強いる。
Word.27（別マガ連載時はタイトルが「タロウザ」だったが、コミックス8巻では「反逆者」となっている）以降の青年編では、家族を喰われた多くの動物達を仲間に加え、自らの能力に磨きをかけ、ふるさとの村の動物達を率いてバベルの塔へ向かう。
カプリ / カプリ・ルーチェ
本作の少年編以降の主要登場キャラクターの一人。ライオンに育てられたメスのヒト。タロウザと同じ能力を持つ。放浪ライオンに襲われたところをタロウザに救われて（正確にはチーズのおいしさに感動を覚えて）以降、タロウザの村に来ることが多くあった。リエムがタロウザの村に来たときは激しく嫉妬丸出しだったが、彼女なりに悲しみに沈むリエムを励ましたりもした。青年編ではライオンの群れに愛着を持つがゆえにギラーと一時的に手を組み、タロウザ達と敵対する（正確にはタロウザの言っていた「ライオンを救う方法」を己の目で確認するまでの間、一族の安全を確保するため）。しかしエナの一喝により吹っ切れ、ホンドメとの最後の約束を守るため、そして愛するタロウザを救うため、イサヅメ共々ロビンに挑む。
ジュウ / ジュウ・フリー
本作の少年編以降の主要登場キャラクターの一人。第3（登場順）のヒト。オリビアと共に世界を旅している。このどうぶつの国のルールをすべて受け入れ、喰う、喰われるを存分に楽しんでいる。またそのことを美しいと捉えており、草食動物同士で仲良く暮らすタロウザやこの星にない合成獣を作り上げるギラーを醜い（この世界にウソを持ち込んでいる）とし、嫌っている。殺しや戦い、破壊を楽しむ欲望しか持たないように見えるが、自分で武器を作り出したり、恐れ知らずなゆえに敵の弱点を見極め、更に敵わぬと知るや撤退する冷静さも併せ持つ。
火を操ることができ、その力でタロウザの住む村をすべて燃やした。その時村にすむ複数の動物たちが、死を恐れず戦うジュウの姿を羨ましく思い、「あんたのようになりたい」とジュウについていった。しかし、ギラーの合成獣との戦いでジュウとオリビア以外のすべてが死んでしまった。
青年編では旅の途中で立ち寄った施設で入手した失われた文明の兵器を携え、バベルの塔に乗り込みギラーに挑む。
ギラー / ギラー・ギラー・ギラー
本作の少年編以降の主要登場キャラクターの一人。第4のヒト。言葉という能力を極限まで使い、無意味な争いを仕組んだりした。この星についていろいろ知っている模様で、バベルの塔の中でキメラを次々と作り出している。不意打ちを食らい負傷してもうろたえないことから、冷静というより感情が欠落しているように思えるが、それゆえに冷静な判断力を失わないともいえる。
大勢のキメラ(合成獣)を牽引し、大人のゴリラを全滅させた。更に青年編ではキメラを各地に送り込んで世界制覇を目論む。「キメラに永遠の命を与える」という目的のもと、情報を引き出すためにリエムを誘拐し、キメラたちを束ねる現「マスター」としてタロウザたちの前に立ちはだかる。
リエム / リエム・ヴィーヴル
本作の少年編以降の主要登場キャラクターの一人。第5のヒト。かつてはジーン・グレイルでゴリラに囲まれながら暮らしていた。幼いころに食われる草食動物の悲鳴を聞いて心に深い傷を負い、クオウのかつての家で様々な本とノートを読み、様々なことを諦めながらもゴリラ達と共に生きてきた。しかしギラー達によって大人のゴリラが全て殺されてしまい、タロウザの村に移住することになった。ゴリラ達の死に打ちひしがれていたが、タロウザが開催した運動会や、カプリの励ましで笑顔を取り戻す。
後にクオウの残した本やノートについて、タロウザとカプリに様々な話をする。それは彼らとどうぶつの国に大きく関係することであった。
青年編では、かつてギラーに渡してしまった「キメラ研究が記されたクオウのノート」を自分なりに少しずつ思い出して新しいノートに書き記していき、今度こそタロウザに助力する決意を固め、タロウザたちに同行してバベルの塔へ向かう。この時の彼女は強い意志を匂わせる知的な美女に成長を遂げていた。
クオウ / クオウ・タカミネ
クジラのエクトールのかつての友。彼は究極の作物「永遠の実」を作り出した。天才科学者で、ヒトが滅んだ原因について調べていた。彼の残したノートにより、事態が大きく動いていく。更に彼はバベルの塔にも「ある装置」を作り残していた。
イレイン
クオウの恋人であるロングヘアーの女性。

### タロウザ達の住む村
色んな種類の草食動物が仲良く暮らしている。最初はタヌキの村だったが、少年編ではタロウザが造った「ハタケ」がきっかけで「食べ物を増やしてほしい」と大勢の草食動物がタヌキの村に住み着き、前述のような状態となった。皆はタロウザを信頼しており、ジュウによって村を燃やされても大半が残った。タヌキ達、クロカギ、ジーク以外の動物は少年編から登場する。

#### タヌキ
モノコ
本作の主要登場キャラクターの一人で赤ちゃん編初期では主人公のような立ち位置にいた。タロウザを拾ったメスのタヌキ。川で魚を獲っていたときに拾ったタロウザに愛情が芽生え、母親として育てて行くことを決意する。
心優しい性格をしている。一人称は「オラ」で訛りのある喋り方をする。
タヌキであるために力は弱いが、タロウザを守るために時として力を発揮する。
自分の両親を山猫に食べられておりタロウザが現れるまで寂しい思いをして暮らしてきた。
タロウザとモコを助けるために、狼に食べられ死亡した。
モコ
モノコの娘で、タロウザの妹分。いたずらっ子で、よく叱られる。
デンゴ
オスのタヌキでモノコの友達。
ピーマン
オスのタヌキでモノコの友達。お調子者。モノコはピーマンを「カッコイイ」と思っている。本編では明かされなかったが、コミックスのおまけ漫画で、モコの父親（つまりモノコの夫）であることが明らかになった。
アンドレ
デンゴの父親。
ベラ
デンゴの母親。モノコの良き相談役でもある。また、網漁の監督も努めている。

#### 山猫
クロカギ
本作の主要登場キャラクターの一人。身体中に傷跡がある、オスの黒い山猫。
本来は動物を襲い、食べることで生きていく存在の山猫であるが、弱肉強食の世界に疑問を感じ、タヌキ達を守るようになる。他の山猫との戦いで命を落としかけたが、タロウザのお陰で命を救われる。この時より、鋭い牙と爪の無いタロウザを守ることを誓った。動物の肉は食べないが、永遠の実を手に入れるまではタヌキ達の獲った魚を食べて生活していた。
「クロカギ」という名前はタヌキ達が付けた名前で、彼自身は各地で色々な名前で呼ばれている。
なお、「エピソード0」では彼が主役となる。

#### オオカミ
ジーク
本作の主要登場キャラクターの一人。クマに襲われて家族を失ったオオカミの子供。成長後は耳は三角になったものの、顔はそのままなのでバランスが悪くなっている。
父親ラオの遺言で「殺る」「奪う」の生き方ではなく、「分ける」生き方で生きてほしいとタロウザに頼んだ。
クロカギ同様、永遠の実を手に入れるまではタヌキ達の獲った魚を食べて生活していた。なお、青年編突入後は、父親と瓜二つのルックスに成長している。

#### ウシ
モモウロス
タロウザの村のウシ長。
ダン
モモウロスの息子。青年編では父親を超えるほどに身長が伸びている。

#### シカ
シカオラ
タロウザの村のシカ長。

#### イノシシ
オロロン
タロウザの村のイノシシ長。小動物がおびえるのが可愛いらしい。
赤ちゃん編にも一度登場している。

#### ウマ
ガンレッド
タロウザの村のウマ長。
ウマゴン
海を見る旅に自ら志願して同行。ウマゴンは前作「金色のガッシュ!!」にも出演。

#### サル
ボブ
タロウザの村のサル長。
チンパン
テナガザル。ライオンに襲われていたところをタロウザ達に救われた。青年編ではブーメランを放ち飛行型キメラを倒すほどに成長。
メヨシ
肉食動物が入った際笛を鳴らしそのことを村の全動物に伝える見張り。ジュウが来た際には笛を隠されその旨を迅速に伝えることができなかった。

#### ウサギ
ウサギム
タロウザの村のウサギ長。

#### ハムスター
ザチョウ
タロウザの村のハムスター長。

#### ラマ
オイッス
タロウザの村のラマ長。タロウザによって数字が使えるようになった。
ラマアキコ
よく、「ハッ」という声を出しながら歌う。単行本のおまけマンガで強い力を見せている。

### 青年編での新たな仲間たち
キリトビ
イタチの群れを束ねる、冷静沈着なリーダー。口から蛇を出す、霧に紛れて相手を惑わすなど、忍者を思わせる戦闘スタイル。子が何匹生まれようとも、大人になるまで生き残れるのは一定数だけというイタチの生涯に疑問を抱き、仲間と共にタロウザに同行する。バベルの塔954階にてバベル3・クローバーの襲撃に遭い、瀕死のタロウザを守るため単身クローバーに戦いを挑む。
スミレ
キリトビの妹。
ドウゲン
中華民族の様な衣装を着たトラ。クロカギのように「自分の爪と牙に疑問をもつ動物」として登場する。かつては全てを倒して喰らい、ひたすらに力を求め続けた荒くれ者。しかし、それゆえに家族や仲間たちにも愛想をつかされ、孤独で空しい日々を過ごしていた。ある時、ほんの気まぐれで面倒を見始めた一匹の鹿が、別のトラによって殺されてしまう。激昂したドウゲンは即座にそのトラを打ち倒すが、それが自分の息子であったことに気づき、絶望する。以後、「自分は何のために生きているのか?」その答えを見出せず苦しみ、なかば自暴自棄になり一切の食を断った。タロウザと出会ったときは餓死寸前だったが、その思想に共感したことで、世界を変えるために再びその爪と牙をふるうことになった。
バベルの塔での戦いでは、長らく封じてきた獰猛なトラの本性を解放し、バベル3の一体、ベルヘルムと対決する。壮絶な戦いの末に腕を失い、腹を斬られて瀕死の重傷を負いながらも、ベルヘルムに致命傷を与えて力尽きた。
小さな孫がおり、最終話では成長した姿が描かれていた。
キャサリン
愛するわが子をワニに食われたことで、子を助けようとしなかった仲間たちに逆襲した結果、群れを追われてしまったお母さんカバ。弱肉強食の厳しい世界で、子を持つ喜び、仲間と共に生きる喜びを忘れ、一匹ぼっちでさまよっていたところ、タロウザに出会う。群れの中で喧嘩をしてしまったこともあったが、それでも改めて｢仲間がいてくれること｣の喜びを実感し、生への活力を取り戻していった。巨大な牙と顎で相手に噛みつく、パワーとウェイトを生かしての突進など、カバらしい肉弾戦で相手を圧倒する。
タロウザがモノコを失った挙句、遠くで動物が食べられる悲鳴を聞くたびに心を苦しませ、それを我慢して一人で背負っている事に気付いていた。その為、自分の苦しみを背負わせたくないという思いから、最後までタロウザと意識を繋ぐ事を拒否していた。
バベルの塔での戦いでは、ガジアーラとの戦闘で致命傷を負いながらも、他の動物達を庇って無数の武器による攻撃を全身で受け止め、亡くなった。
ザラス
ナマケモノ。両親と恋人のチーちゃんを食われたという過去がある。捕食者と戦うために身を鍛えた結果、あらゆる敵の首を一撃で刎ねるほどの力を身につけた。その腕は関節が外れ、異様に伸びる筋肉により6倍もの長さになる。しかし、ザラス自身にかかる負担はとても大きいため諸刃の剣といえる。
バベルの塔での戦いでベルヘルムの分身体が襲撃してきた際、戦闘不能になったタロウザを守るために多くの分身体を葬るも、体に負担をかけすぎたために力尽きた。しかし、彼の尽力により、ドウゲン達が到着するまでの時間を稼ぐことができた。
エルダダ
アメリカバイソン。バイソンの群れを率いるリーダー。インディアンのような風貌をしている。当初は仲間たちの敵であるトラのドウゲンを率いるタロウザを信用していなかったが、ドウゲンが爪を収めたのを見て考えを改めて仲間となった。
ダイア
タロウザの仲間たちの中でも屈指の体躯を誇るホッキョクグマ。絶大な腕力を生かし、タロウザたちの戦力として活躍する。
オージェイ
穏やかな性格のサイ。子どもを肉食獣に食われており、それがタロウザたちの群れに加わった一因である。
ハンセン
ヤマアラシ。戦闘の際は彼の持つ針を用いてイタチ軍と連携する。
ビヌウス
大柄のボルネオオランウータン。古代エジプトの王族のような風貌をしている。

### カプリとライオンの群れ
ギルダ
カプリの群れを治めていた双子の雄ライオンの一匹。子ども達からは「ビッグパパ」と呼ばれ、群れのリーダーとして慕われていた。
兄弟であるザババの遺体を発見し、その損傷状態から相手は強大な3匹のノマドだと推定、家族にそのことを伝えた。翌日、群れを奪うため再び現れた3匹のノマドを迎撃するも、壮絶な死闘の末命を落とした。
ザババ
カプリの群れを治めていた双子の雄ライオンの一匹。プライドを見回っていた際、3匹の放浪オス（ノマド）によって惨殺される。
ウナラ
カプリ親衛隊（？）の一匹。彼も立派なライオンなのだが、どこか威厳に欠ける風貌。少々口が悪い。
イオン
カプリ親衛隊の一匹。心優しい女の子で、カプリのことが大好き。
バカラ
カプリ親衛隊の一匹。蝶ネクタイとチョッキがおしゃれな元気っ子。
ホンドメ
カプリ親衛隊の一匹。群れの中でも一番小さく、たてがみも少ない。また子ライオンの中でも気弱で、カプリや母親と一緒にいる事が多かった。長いマフラーが特徴的。
タロウザが去った後、永遠の実を食べて生きるということでライオンの習性を変えてしまうと多くのライオンから非難されるカプリの心の支えになっていた。しかし、激昂したライオンの爪からカプリを庇って命を落とした。
イサヅメ
群れの一員である雄ライオンの子。容姿は父・ギルダに最も似ている。顔にはペイントがある。常に二足歩行であり、また基本的に腕組みをしている。ノマドとの決戦前夜、カプリに「イサヅメだっている」と言われており、彼女にとっても頼りがいのある存在であると思われる。抗争時は自分よりはるかに体の大きい大人のノマドに果敢に立ち向かうも、返り討ちに遭い自身も負傷。しかし、タロウザ達が来てある程度の治療を行ってからは、十分回復している様子。タロウザが持ってきた「チーズ」を彼も相当気に入ったらしく、少々意地汚いまでの素振りを見せた。
シシブル
カプリのマイカー。細目。気分屋でやんちゃなカプリに振り回されながらも、彼女をその背に、どこまでも行く。
ホネカミ
群れの雄ライオンの子。暴食・強大な暴れん坊。少年編では当初、タロウザたちの村を圧倒的な力で蹂躙したが、種族を超えた連携により川に落とされた。
レムザ
最初にタロウザ達の縄張りに侵入したライオンの一匹。鋭い目つきと、ウニのような、ツンツンの黒いたてがみが特徴。プライドに戻った後、タロウザたちのことをカプリに伝えた。
エルーダ
群れの雌ライオンのうちの一匹で、顔のペイントと、巻き毛のような髪型が特徴。ホンドメの産みの母と思われる。ノマドとの戦闘でギルダが命を落とした際、11年前の縄張り争いでギルダ・ザババに子供を殺されたこと、厳しい自然界におけるライオンの群れの掟を話し、一度はカプリや子ライオン達を拒絶した。ホンドメとイオンが負傷した時もただ見てるだけだったが、タロウザの言葉と献身的に手当てをする様子を受けて心を動かされ、ノマドから子供たちを庇い啖呵を切った。

### リエムとゴリラの群れ
ゴリオン
ゴリラの群れを治めていた雄ゴリラ。ジーン・グレイルと仲間たち、更に自分たちが栽培する「永遠の実」を守るために侵入者は力づくで撃退するが、襲ってきたキメラたちの強さとタロウザの能力を知ると、タロウザに子供のゴリラたちを隠すよう頼んだ上、「永遠の実」の種籾とリエムを託し、ほかの大人たちもろとも変形したキメラに惨殺されていった。
アルグ
リエムの最愛の親友らしい雄のゴリラ。リエムが弱い女の子だと痛感しているがゆえに、タロウザを「リエムと同じ心の傷を負っている」と見抜いた。
ゴリオンたちと共にキメラを倒そうとするが、壮絶な死闘の末にゴリオンたちもろとも殺害されることになった。
ダンバ
青年編から登場する新たなゴリラのリーダー。リエムの救出のために群れを率いてタロウザに協力する。
ゴラゴ
青年編から登場するゴリラの戦士。気性が荒いようで、エルタダと力を競い合っていた。バール戦の後では体力を消耗していたタロウザを気遣う一面を見せていた。

### その他
オリビア
少年編から登場。ジュウと共に世界を旅する巨大な犬。何でも食べるあまり、たまにジュウをも食おうとするらしい。
エクトール
少年編から登場。海に住むクジラで、ヒトのクオウと親友だった。彼と様々な話をした後、「5匹のヒト」の存在を感じ取る。タロウザに「永遠の実」の存在を教えた。
エナ
少年編から登場するハイエナの女王。クロカギとも互角に戦う戦闘力を持つ。幼少期に自分と遊んでくれたヌーが群れのオスによって致命傷を負わされ、ハイエナの最初の試練として自らの手でとどめをさし、食い殺すという経験をしている。血塗られた世界に絶望し、荒んでいたが自分を諭してくれたオスの影響から、「戦って自分の認めた者だけを殺して喰い、その者と共に生きる」という掟を持ち、誇りある戦いを心がけようとする。敵だと勘違いしてタロウザ達に襲いかかり、それに気づくも後には引けない状態になるが、それを見抜いたタロウザの呼びかけにより戦闘を中断する。ギラーの策略によりハイエナに子供たちを殺されたと騙されたウマの群れと戦うことになるも、自分に襲いかかったウマの子供に自分と同じ経験をさせたくないという思いからタロウザと同じく「言葉」を発することができるようになった。彼女の説得により戦いを収めることができ、その後はタロウザ一行と別れた。
アキシス
青年編から登場。突如バベルの塔から現れた「シカ」。ライオンの身長を遥かに超えるほどに口を開けたり、角の先端を使ってモニターを出したりと奇妙な能力をもっている。また、本人曰く200年生きているという。高い戦闘能力を誇り、タロウザ達とカプリ達の同士討ちを避けるため、単騎でライオンの群れを戦闘不能にしている。作中ではココノの仲間でありクオウの協力者であることが示唆されているが、名前は1度しか呼ばれず正体も不明のままであった。。
ココノ
青年編から登場。青年編の主要登場キャラクターの一人。クオウによって複製された彼自身の脳を移植されたクラゲ。しかし、命と意思はココノのものである。外見はクオウの少年時代の友人である「アム」という褐色肌の少年の姿に似せて造られた。自分に様々なことを教えてくれたクオウを慕っていた。本名は「ココノツノオウ・タカミネ」で、クオウの幼名と同じ。当初はクオウから「アム」と呼ばれていたがそれを嫌がり、自身が尊敬している彼の名前が欲しいと言ったためにこの名前をもらった。タロウザの下に突然現れ、スカイのもとに案内した。二人の話を聞いてタロウザこそが鳴き声を統一する計画に必要だと確信し、致命傷を負ったタロウザを救うため、クラゲである自身の体を自在に変形させる能力とクラゲ毒を用いて、彼の応急処置を行った。

### キメラ
ルーク
凄まじいパワーを秘めたキメラ。普段はあどけない少年のような容姿をしているが、戦闘になると体を肥大化させて戦う。マスター（ギラー）の部下として生み出されたが、初登場時から既にキメラとしてはありえないはずの「自我」に目覚め始めており、ギラーの命令を無視してリエムの腕を折っている。自分たちに立ち向かおうとする動物たちに興味を持つ。バベルの塔のデータベースによる学習、リエムとの話し合いを通して自分が何者であるか知ろうとする。キメラに関するデータバンクとのアクセスでキメラの秘密すべてを知り、暴走させられたロビンをレトロウィルスで開放し、キメラたちを導く「王」となり、ギラーを完全に敵に回し戦いを挑む。
サラダうどん
ルークよりも早く自我に目覚めているキメラ。両腕に蛇のような腕を持つ。自身、世界についての探究心に心動かされ始めたルークを、一歩外へと導きだした張本人。一見おバカキャラにも見えるが、激昂したルークをなだめたり、事の道理を諭すなど、冷静な一面も持つ。ヘビのような両腕はそれぞれ命を奪う毒と体をマヒさせるだけの液体という強力な武器である。本来彼に名はなく、サラダうどんという名前も空腹状態のリエムが咄嗟に呟いた言葉によってつけられたもの（サラダうどん自身は名前を手に入れたことで非常に喜んでいた）。歩くとペタペタ聞こえる。
ガジアーラ
バベルの塔内にいるヒト型キメラが多数集まり、融合した大型のキメラ。恐ろしい形相をした顔が集まった不気味な外見をしている。全身を武器のように変形させて戦う。キャサリンに致命傷を負わせるもタロウザ達に逃げられ、その後ジュウに倒された。
バール・ミラン・ビッグ
バベルの塔にいた科学者がキメラに人格と記憶を移した姿。四本腕のケンタウロスのような姿をしている。本体である頭部は分離することが可能で、大量のヒト型キメラと合体して「バール・ギャリア・オー・ツー」と呼ばれる形態になることができる。キメラを生み出した張本人。当初はゼリダ病の解明に尽力していたが、幹細胞の研究からキメラを作るようになり、次第に自分の創造したキメラが動物を殺すことに愉悦を感じるようになった。キャサリンの死を侮辱したことがタロウザ達の怒りを買うことになり、怒りによって力を爆発させた動物達に戦闘不能にされる。辛うじて頭部だけ残るも最期はオージェイによって踏み潰された。
スカイ
スキンヘッドの男性のような姿をしたキメラ。脳と精神の研究をしており、かつてはクオウを手伝っていた。謎のシカと親しい関係にある。脳の30％はオリジナルでできており、当初はギラーの命令も無視していた。タロウザにクオウの夢とヒトに訪れる滅びの未来を伝えた直後にギラーにより全身のキメラ細胞によって脳を侵食され、「タロウザを殺したくない」と泣きながら訴えるも完全にギラーの操り人形と化して彼に襲いかかる。イタチ軍によって体をバラバラにされるも分離してタロウザを催眠状態にする。彼の心の傷をえぐり出して昏睡状態にしようと謀るも失敗。最後の力を振り絞り、タロウザに致命傷を負わせた。

#### バベル3
バベルの塔を守る3体の特別なキメラ。他のキメラとは段違いの性能を誇る。
クローバー
虫をモデルに開発されたキメラ。驚異的な瞬発力に加え、外殻の硬化、発光等の能力をもつ。さらに髪の毛を蜘蛛の巣のように伸ばして霧の中でも相手の存在を察知できる。数体のイタチを葬るほどに高い戦闘力を誇ったが、キリトビの決死の猛攻により倒された。
ベルヘルム
二つの脳を併せ持つ変わり者の巨大なキメラ。自らの分身を作り出すことが可能。分身たちは対象を捕食することでその力をある程度コピーする。戦い方は基本的にシンプルな接近戦だが、圧倒的なパワーから繰り出される一撃は強烈。しかも幼稚な脳が失われると凶暴脳が目覚め、スピードも兼ね備えるようになる。ドウゲンに深手を負わせるも、瀕死のドウゲンによって倒された。
ロビン
最後のバベル3。
騎士のような風貌を持つキメラ。騎士道精神に厚く正々堂々とした戦いを好み、バベルの塔で散っていった動物たちに敬意を持っていた。特殊な脳を持ち、複数の敵に同時に集中することができる。特殊な脳と多数の隠し腕を利用した死角からの攻撃でダンバとゴラゴを圧倒した。ギラーによって心臓を暴走させられ、自身の死と共にタロウザ達を殺すことを命じられるが、戦えない者を殺すことを良しとせず命令に抗おうとした。ルークの言葉とレトロウイルスによってギラーの呪縛から解放され、ルーク、サラダうどんと共に歩むことを誓った。

## 用語
どうぶつの国
動物達が生きる星で、強い者が弱い者を食べて生きていく、弱肉強食の過酷な世界。様々な種類の動物達が生活しているが、唯一「人」という種族だけは存在しない。
なお、劇中に登場する動物達は、道具を使う、衣服を身に着ける、二足歩行をするなど、人間的にデフォルメされているものや、現実のよりも大型に描かれていたりするもの等が存在している。
バベルの塔
どうぶつの国のどこかにある、巨大建造物。ギラーはここの設備とテクノロジーを利用し、キメラを作り出している。
なお、ここにはクオウの残した「ある装置」が存在している。
キメラ（合成獣）
ギラーがバベルの塔で作り出している動物。幹細胞の力が極端に優れ、バベルの塔の特別な食べ物を摂取しているため、再生能力が高い。しかも互いに食い合ったり、ほかの動物の肉を食うことで変形を遂げる。
しかし、上記の食べ物がないと体が朽ち果てるため、バベルの塔から遠く離れられない。
青年編ではバルザム（複合巨大型）や、飛行型のポルド、更には人間の容姿・ファッション・言葉、そして生活と営みをかたどった、「ヒト型」のものまで登場する。
永遠の実
クオウが作り出した究極の作物。その味はどんな動物も満足させ、栄養も問題なく、やせた土地でも育ち、水不足や病気にも強い。「動物たちが永遠に仲良くなれるように」という願いからクオウはこの名をつけた。後にゴリラたちがジーン・グレイルで栽培する。穀物型・葉菜（ようさい）型・根菜（こんさい）型・果実型の4種類がある。
まさにタロウザが探し続けた作物であったが、エクトールはある事実もタロウザに語る。青年編ではタロウザが鳥たちに種を各地にまくよう頼み、星の各地に自生するようになった。
ゼリダ病
クオウが残したノートに記されていた病。ヒトのみが感染し、熱などといった風邪そっくりの症状が出る。それらの症状はすぐに治まるが、その後生殖能力を失い子を残すことができなくなってしまう。しかも治療法が存在しない。この世界のヒトが絶滅した大きな原因である。
後にバベルの塔で驚愕の事実が判明する。

## 種族
ヒト
外見的には雷句誠の他の作品に登場するような人間キャラクターと特別な違いはないが少なくともどうぶつの国にやってきた5人のヒトには他の動物と話ができる能力を持つ。
タヌキ
ヒトを除けば本作に登場する動物の中では比較的代表的な動物。本作に登場するタヌキは頭が大きく描かれている（顔の部分は普通）。基本的には動物達の中では弱い動物の分類に入る。山猫や狼は天敵になりえる動物で事実、モノコの両親は山猫に捕食されている。
山猫
本作に登場する山猫はヒトやタヌキよりも巨大な存在として描かれており動物達の中では強い分類に入る。大抵の山猫はタヌキなどを餌としている（モノコの両親も山猫に捕食された）。
狼
本作に登場する狼はヒトやタヌキよりも巨大な狼もいるがジークのようにそこまで大きくない狼も存在する。
ライオン
本作に登場するライオンは他の動物と比較して姿形や大きさにバラつきが大きく体の大きさに関してはヒトと同等以下の大きさのライオンもいればヒトよりも遥かに大きいライオンもいる。動物達の中では強い分類の者が多い。しかしライオン同士で対立しているパターンが見られ、縄張りを巡って殺し合いが起こる場合もある。

## 単行本
1. 2010年3月17日初版発行、ISBN 978-4-06-384274-6
2. 2010年4月16日初版発行、ISBN 978-4-06-384286-9
3. 2010年8月17日初版発行、ISBN 978-4-06-384351-4
4. 2010年12月9日初版発行、ISBN 978-4-06-384407-8
5. 2011年3月9日初版発行、ISBN 978-4-06-384468-9
6. 2011年6月9日初版発行、ISBN 978-4-06-384497-9
7. 2011年10月7日初版発行、ISBN 978-4-06-384559-4
8. 2012年2月9日初版発行、ISBN 978-4-06-384622-5
9. 2012年7月9日初版発行、ISBN 978-4-06-384699-7
10. 2012年12月7日初版発行、ISBN 978-4-06-384775-8
11. 2013年3月8日初版発行、ISBN 978-4-06-384824-3
12. 2013年7月9日初版発行、ISBN 978-4-06-384889-2
13. 2013年11月8日初版発行、ISBN 978-4-06-394956-8
14. 2014年3月7日初版発行、ISBN 978-4-06-395018-2